# Ithamar hawaiiensis
Ithamar hawaiiensis är en insektsart som beskrevs av George Willis Kirkaldy 1902. Ithamar hawaiiensis ingår i släktet Ithamar och familjen smalkantskinnbaggar. Inga underarter finns listade i Catalogue of Life.